# إد فلين
إد فلين (بالإنجليزية: Ed Flynn)‏ هو لاعب كرة قاعدة أمريكي، ولد في 25 يونيو 1864 في شيكاغو في الولايات المتحدة، وتوفي بنفس المكان في 28 أغسطس 1929.

## وصلات خارجية
- إد فلين على موقعبيزبول رفرنس.كوم (الدوري الرئيسي) (الإنجليزية)